# La Serra (Lladurs)
La Serra és una masia situada al municipi de Lladurs a la comarca catalana del Solsonès.